# Dante Senger
Dante Adrián Senger (Juan José Castelli, Chaco, Argentina; 4 de marzo de 1983) es un futbolista argentino que se desempeña como delantero en el Losone Sportiva de Suiza. 

## Biografía
Senger es descendiente de alemanes del Volga; Comenzó a jugar en un Club que se llamaba El Ciclón De chico de Juan José Castelli, perteneciente a la provincia de Chaco. Después, ese club cambia de nombre, porque su primer DT, Ramón Chaparro, había dejado de ser el entrenador porque ya estaba grande , y agarra la conducción su hijo, Andrés, el cual modifica el nombre de la institución, poniéndole Juventud Progresista, con el cual ganaron un torneo internacional en la provincia de Córdoba. Posteriormente, se fue a estudiar abogacía a Corrientes, a los 17 años, dejando el fútbol por un año. Luego de ese año sabático en lo futbolístico, lo buscan para jugar un torneo de fútbol de la facultad. Llegó a Estudiantes de la mano del 'Bocha' flores.

## Clubes
| Club               | País      | Año        |
| ------------------ | --------- | ---------- |
| Estudiantes        | Argentina | 2005-2006  |
| Locarno            | Suiza     | 2006-2007  |
| Quilmes            | Argentina | 2007-2008  |
| Locarno            | Suiza     | 2008-2010  |
| AC Lugano          | Suiza     | 2010- 2012 |
| FC Aarau           | Suiza     | 2012-2015  |
| Neuchâtel Xamax FC | Suiza     | 2015-2017  |
| Losone Sportiva    | Suiza     | 2017-      |